# Drift Stones

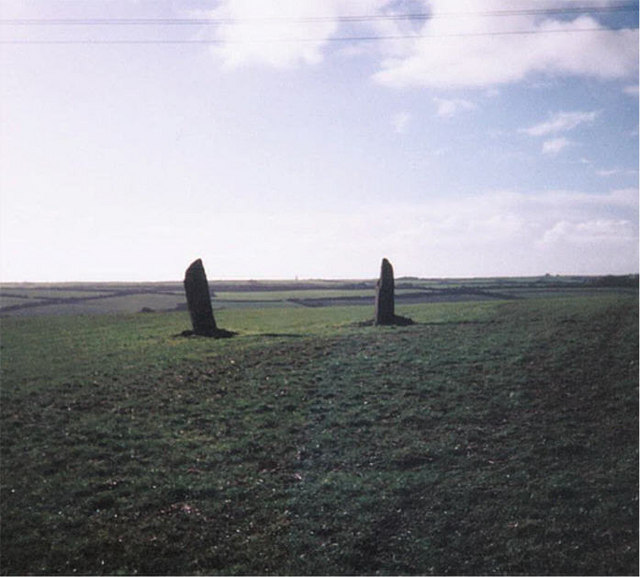
Drift Stones

Die Drift Stones (auch The Sisters, Triganeeris Stones oder Higher Drift Menhirs genannt) sind ein bronzezeitliches Steinpaar südwestlich des Dorfes Drift, südlich der A30, einige Meilen nordwestlich von Penzance in Cornwall in England. 
Die Menhire sind 2,7 m und 2,3 m hoch und stehen 5,5 m voneinander entfernt. Der größere der beiden Steine, der am weitesten von der Straße entfernt ist, soll einer alten Dame ähneln, die einen Umhang trägt. Er hat eine natürliche diagonale Spalte auf der Südseite.
William Copeland Borlase (1848–1899) fand eine Grube zwischen den Steinen, doch wurden von ihm keine Funde registriert. Trotz dieses Mangels wird angenommen, dass die Steine im Vergleich zu ähnlichen Steinpaaren aus der mittleren Bronzezeit stammen (1500 bis 1000 v. Chr.).
In der Nähe steht der Steinpfeiler von Tresvennack.